# Janina Fialkowska

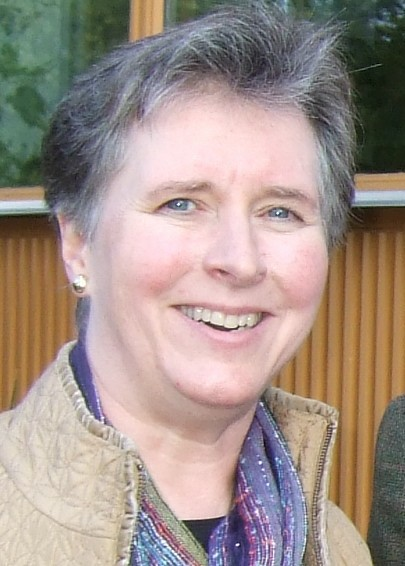
Janina Fialkowska (2008)

Janina Fialkowska (* 7. Mai 1951 in Montreal) ist eine kanadische Pianistin.

## Leben
Fialkowska ist die Tochter von Bridget Todd, einer Kanadierin großbürgerlicher Herkunft, die vor dem Zweiten Weltkrieg eine musikalische Ausbildung unter anderem bei Alfred Cortot an der École Normale de Musique de Paris erhielt. Ihr Vater Jerzy Fialkowski war ein 1945 eingewanderter polnischer Offizier. Sie ist verwandt mit dem Schauspieler Christopher Plummer. Fialkowska erhielt die musikalische Grundausbildung bei ihrer Mutter, dann an der École Vincent-d’Indy in Montreal, hatte 1963 ihren ersten Auftritt mit dem Orchestre symphonique de Montréal und begann ihr Studium bei Yvonne Hubert an der Université de Montréal und in Paris bei Yvonne Lefébure.
Ab 1970 arbeitete sie in New York City an der Juilliard School of Music zunächst als Schülerin und später Assistentin von Sasha Gorodnitzki (1905–1986). 1974 errang sie den 3. Platz bei der Arthur Rubinstein International Piano Master Competition in Tel Aviv.
Fialkowska spielt im klassischen Repertoire, insbesondere Chopin und Liszt. Sie hat sich auch um die Präsentation zeitgenössischer polnischer Komponisten wie Witold Lutosławski und Andrzej Panufnik gekümmert sowie der nordamerikanischen Komponisten Marjan Mozetich  und Libby Larsen.
Fialkowska musste Anfang des 21. Jahrhunderts wegen einer schweren Erkrankung des linken Arms den Konzertbetrieb aussetzen, begann dann zunächst mit dem gesunden Arm Konzerte zu spielen und transkribierte hierfür Klavierliteratur für die linke Hand auf die rechte.
Im Jahr des einhundertsten Geburtstags von Lutosławski studierte sie 2013 dessen Konzert für Klavier und Orchester ein.